# Sedum wrightii
Sedum wrightii är en fetbladsväxtart som beskrevs av Samuel Frederick Gray. Sedum wrightii ingår i Fetknoppssläktet som ingår i familjen fetbladsväxter.

## Underarter
Arten delas in i följande underarter:
- S. w. densiflorum
- S. w. priscum
- S. w. wrightii